# Sofia Tranæus
Sofia Helena Tranæus, född 21 maj 1963 i Stockholm, är en svensk tandläkare. Hon är adjungerad professor i ämnet Medicinsk och odontologisk metodutvärdering vid Malmö högskola sedan 2014 . Hon är 2016 avdelningschef vid Statens beredning för medicinsk och social utvärdering (SBU) med ansvar för bland annat vetenskapliga kunskapsluckor.
Sofia Tranæus avlade tandläkarexamen vid Karolinska Institutet 1988 och disputerade 2002 med avhandlingen Clinical application of QLF and DIAGNOdent : two new methods for quantification of dental caries.
Hon arbetade åren 1988-2007 som forskare och universitetslärare på Karolinska institutet vid Institutionen för odontologi samt universitetslärare vid Institutionen för lärande, informatik, management och etik (LIME).